# Ваху (Небраска)
Ваху (енгл. Wahoo) град је у америчкој савезној држави Небраска.

## Демографија
По попису из 2010. године број становника је 4.508, што је 566 (14,4%) становника више него 2000. године.
| Група             | 2000.         | 2010.         |
| Белци             | 3.860 (97,9%) | 4.192 (93,0%) |
| Афроамериканци    | 6 (0,2%)      | 38 (0,8%)     |
| Азијати           | 14 (0,4%)     | 44 (1,0%)     |
| Хиспаноамериканци | 33 (0,8%)     | 160 (3,5%)    |
| Укупно            | 3.942         | 4.508         |